# Lijst van personages uit Agent 327
Dit is een lijst van personages uit de stripalbums van Agent 327, Hendrik IJzerbroot, getekend door Martin Lodewijk. De meeste personages zijn verzonnen maar sommige zijn gedeeltelijk gebaseerd op werkelijk bestaande personen.

## Terugkerende vrienden
- Agent 525, alias Carl Sorge: Alias Charley Sorrow, alias Carl Moussorgski. Lijkt qua manier van omgaan met vrouwen wat meer op James Bond dan Agent 327. Boten en vrouwen zijn z'n hobby's. Groot, dik en enorm sterk. Draagt dassen die vrijwel altijd ontknoopt zijn (behalve in De vergeten bom, waar zijn das heel even gestrikt is als Sorge tevoorschijn komt na een bezoekje aan juffrouw Wendy) of overhemden die te strak zitten. Krijgt in de loop van de serie wit haar. Bouwt graag afstandsbedieningen in. Eerste verschijning in Dossier Leeuwenkuil als 'onze man ter plaatse'. Verwijzing naar Carel Zorg, een bekende/beruchte reclameman uit Rotterdam (maar wellicht ook met een knipoog naar dubbelspion Richard Sorge, een Duitser die in Japan voor de Russen spioneerde en die in 1944 werd opgehangen).
- Ahasveros: Neanderthaler van tien miljoen jaar oud. Enorm sterk en zingt graag het liedje: Toen wij uit Rotterdam vertrokken, vertrokken wij uit Rotterdam. Woont in de Bermudadriehoek waar Dossier Zevenslaper zich afspeelt. Op aanwijzing van de Zevenslaper helpt Ahasveros de mensheid bij het vooruitkomen van de beschaving. Trekt later een tijdje met Olga Lawina de wereld rond met een catch as catch can circus-nummer. Komt agent 327 in De wet van alles halen om de wereld te redden. De naam Ahasveros verwijst naar de legende van de Wandelende Jood of naar de Babylonische koning Ahasveros.
- Barend: Loopjongen en agent in opleiding. Achternaam: Habraken; z'n moeder was in 1948 de eerste secretaresse van Chef. Barend is een langharige jongeman die ook graag geheim agent wil worden. Hij is slimmer dan hij overkomt maar weet nooit echt potten te breken. Mag soms mee op een kleine missie. Komt voor het eerst in de serie in Dossier L in een seventies-pak: Spijkerbroek met omgeslagen pijpen, witte coltrui en laarzen; later draagt Barend alleen nog maar een spijkerpak en gympen. Z'n lange haar hangt altijd voor z'n gezicht; toont hoogst zelden z'n ogen, maar wel in Dossier Onderwater omdat hij met een netje z'n haren opbindt om aan boord van de Kwahitaans vliegdekschip de Carlo Portero, op zoek te gaan naar 327.
- Chef: Oud-verzetsleider. Codenaam C-10 voor hogergeplaatsten. Thans baas van de Nederlandse Geheime Dienst. Hij vindt alles goed zolang het maar geen geld kost. Hij gaat van zijn stokje wanneer Agent 327 een te duur hotel boekt en wil dat hij 2e klas reist in de trein (wanneer 327 op een riskante missie gaat bij voorkeur met een kaartje enkele reis). De geheime dienst beschermt de Nederlandse staatsgeheimen, misschien wel de grootste: de ware identiteit van Victor Baarn.
- Franciscus Tietjerkstradeel: oude zeevaarder die met zijn zeilboot de Tipsy mot solo over de wereld vaart. Tietjerksterdeel is de redder van een bijna verdrinkende 327 in Dossier Stemkwadrater en is de aanleiding dat IJzerbroot in Dossier Zondagskind naar Kwaiti vertrekt. Franciscus wordt daar gevangen gehouden door de dictator doctor Pappa. De solozeiler rondt zijn tocht af in Dossier Onderwater, na een aanvaring met het Kwaitiaanse vliegdekschip Carlo Portero (voorheen de Karel Portier). Verwijzing naar Sir Francis Chichester, de eerste solozeiler rond de wereld.
- Juffrouw Betsy: Tweede secretaresse van de Geheime Dienst, Schoevers gediplomeerd. Betsy's haardracht en kleding zijn in de oude dossiers aan de mode onderhevig. Soms in modieuze pumps en laarzen, lang haar en zelfs een lange rok. Doet haar eerste en enige missie, met Barend in Dossier Onderwater in een kroeg in Rotterdam om een Kwaitiaanse matroos te verleiden.
- Mata Hair: Knappe CIA-agente en de rechterhand van de Amerikaanse president Mannix, met nogal lang haar en een grote bril. Hoewel ze niet helemaal aan dezelfde kant staat, heeft ze stiekem een oogje op IJzerbroot. Dat is wederzijds, al weten ze het niet van elkaar. Hair heeft een foto naast haar bed staan van IJzerbroot die ze maakte in het Witte Huis waar 327 in Waar twee ruilen aan het inbreken was. IJzerbroot heeft een foto van Hair op z'n tv. In Dossier Zondagskind gaat Mata Hair de Nederlandse plannen dwarsbomen om Tietjerksteradeel te bevrijden en dat krijgt een vervolg in Dossier Zevenslaper waar ze met 327 op zoek naar de oorzaak van alle schepen in de Saragossazee. Verwijzing naar Mata Hari.
- Olga Lawina: Gebaseerd op de zangeres Olga Lowina. Was vroeger (dubbel)agente van de Zwitserse Geheime Dienst, tevens in dienst van de organisatie Drie-van-de-Acht en verhuurt zich dikwijls aan de meestbiedende opdrachtgever. Helpt Agent 327 meestal op zijn missies en doet dat voor het eerst in Dossier Zondagskind. Heeft tegenwoordig haar eigen bureau: BIPS (Beautiful Important People Security). Olga blijft geheimzinnig en haar rol ligt meestal wat minder voor de hand dan je in eerste instantie zou verwachten. Olga, geboren in Zürich op de schrikkeldag 29 februari van een avontuurlijke moeder die de wereld rondreisde, is enige dochter uit een familie van acht kinderen, waaronder Abraham Zondag. Lawina is lang, slank en vrouwelijk en is een van de weinige personages die zich gaandeweg de serie ontwikkelt: Haar borstomvang lijkt toe te nemen, haar ogen worden groter en blauwer en ze blijkt zelfs een navelpiercing te hebben. Bewaart haar mobiel en pistool in haar boezem. Haar (naakte) uiterlijk is een doorlopende grap in vooral de nieuwe serie. Olga draagt bij voorkeur steeds minder en ook steeds minder verhullende kleding. "Ik hou wel van strak", is haar commentaar. Hoewel 327 haar in De gesel van Rotterdam vermoedelijk bloot heeft gezien op een podium tijdens een dans/stripnummer, krijgt de lezer pas in Het oor Van Gogh haar lijf te zien; weliswaar op een schilderij, maar geheel ontkleed.
- Willemse: Oud-zeeman, thans portier bij de Geheime Dienst. Pakt ook wel  eens IJzerbroots koffer in. Bewaakt de deur van de dienst bij het bordje 'diverse negosie'. (De achterzijde van de geheime dienst opent naar de Overdwars Raamsteeg en ook via het riool is er toegang). Willemse beschikt over scheepsjasjes met een wisselend aantal strepen op z'n mouw. Loopt immer op geruite sloffen met z'n pet op z'n kalende schedel diep over z'n ogen en een pijp rokend. Heeft aan het begin van de serie een zwarte snor, maar bij het slijten der jaren Dossier Zondagskind wordt z'n snor wit.
- Witloff (luitenant) en Slarottimoff (agent): KGB-agenten die in Dossier Leeuwenkuil kolonel Bauer helpen ontsnappen naar het Westen om daar een geheim wapen uit de Tweede Wereldoorlog op te sporen. Spreken iedereen aan met "Tovaritsj" (kameraad). Zijn sinds het einde van de Koude Oorlog niet meer werkzaam voor de KGB Cacoïne en commando's.
- Zevenslaper: Zwevend wezen en kapitein van een buitenaards vliegende piramide, handelsreiziger en het grote brein achter het aardse leven. De zevenslaper is de laatste familie van de universele geschiedenis... de onstervelaren die dachten de omegapolis te bevolken. Vormt een ying-yang-eenheid met zijn 'tweedeling' de zwarte zevenslaper. Heeft ook nog zes andere gekleurde broers, De wet van alles. De Zevenslaper wordt bijgestaan door wollige kabouters.

## Terugkerende tegenstanders
- Abraham Zondag: Broer van Olga Lawina, tevens genie. Door een groeistoornis is Zondag zo klein dat hij in een kinderwagen vervoerd moet worden door zijn verpleegster Irma. In te huren door de hoogste bieder samen met zijn broers Erich Maandag, Anatole Dinsdag, William Woensdag, Igor Donderdag, Harry Vrijdag en Pépé Zaterdag, alle zes zijn het moordmachines met een eigen specialiteit. In Dossier Zondagskind is Zondag in dienst van Doctor Pappa.
- Boris Kloris: Aartsvijand van Agent 327. Berucht internationaal spion die staatsgeheimen aan de hoogste bieder verkoopt. Boris is een van 327's eerste tegenstanders in Dossier B uit 1968. Kloris is ooit opgeleid aan de militaire academie en is verder bedreven in smokkel en zelfs in het stelen van schilderkunst. Boris is herkenbaar door zijn griezelige beestachtige witte kop, en is een meesterlijk vermommer. Wellicht gebaseerd op Ernst Stavro Blofeld. Heeft vaak nogal maffe handlangers bij zich: messengooier Alberto del Pirahana, de fluitende chinees Melody.
- De-drie-van-de-acht: Een onduidelijk wereldwijd netwerk van criminaliteit; in een adem genoemd met de Cosa Nostra. Organisatie die onder andere gebruikmaakt van de diensten van Olga Lawina, maar ook van Boris Kloris. Tegenspeler van Wu manchu. Verschijnen in De gesel van Rotterdam, De ogen van Wu Manchu, De schorsing en De golem van Antwerpen. Ze ontlenen misschien hun naam aan de legendarische quiz shows Wie van de drie en Een van de acht.
- Dr. Maybe: Klein Chinees mannetje. Tweelingbroer van Dr. No (overmeesterd door agent 007) en Dr. Yes (ging ten onder door geheim agent 86). Geniaal uitvinder. Maakt IJzerbroot voor het eerst het leven zuur in Dossier I. Is steevast vergezeld van zijn trouwe bediende Fi-Doh. Fi-doh is gebaseerd op Oddjob uit de James Bondroman Goldfinger. Fido is tevens een klassieke hondennaam.
- Dr. Papa Duivalier: Kwaïtiaanse dictator, schurk en gevaarlijke gek. Gebaseerd op Haïtiaans dictator Papa Doc. Duivalier heeft beschikking over een presidentiële garde van niet al te snuggere soldaten: de bonbon macoute. Papa heeft een erg opvliegend karakter en wil niets liever dan wraak nemen op Agent 327. De reden is dat de Nederlandse geheime dienst het vliegdekschip de Carlo Portero heeft laten zinken. (In Dossier Stemkwadrater was dit het Nederlandse vliegdekschip Karel Portier, hetgeen weer verwees naar een van de schepen Karel Doorman) Later wordt Papa verdreven van Kwaïti en vlucht in Cacoïne en commando's naar Marihuwijne en daarna zelfs naar de Seychellen.
- Dr. Prof. Von Vonvonderstein: Boosaardige geleerde (Naar de Duitse raketgeleerde Wernher von Braun). Von Vonvonderstein is gepassioneerd door de wetenschap maar kent geen ethische bezwaren meer. Werkt in alle onschuld aan ultra-moderne wapens van de vijand, die overigens telkens weer mislukken. Misschien nog groter genie dan Dr. Maybe. Gaat na de oorlog in Siberië voor de Russen werken, werkt voor Maybe in Dossier Stemkwadrater en belandt later in Cacoïne en commando's in Zakkestan. Zijn vaste assistent is dr. Glimmler.
- Dritta Reich: Privépilote van Adolf Hitler, (verwijzing naar het Derde Rijk), lid van een organisatie ondergedoken nazi's ('alte kameraden'). Ze wil niets liever dan wraak nemen op de Geallieerden. In De vlucht van vroeger een van 327's eerste tegenstanders. Haar handlangers dragen namen van bekende Duitstalige intellectuelen: Goethe en Wittgenstein. Strijdt later in Hotel New York samen met Bauer weer tegen 327. Gebaseerd op Hanna Reitsch (1912-1979), vrouwelijke testpiloot voor, gedurende en na de oorlog.
- Kolonel Fritz Bauer: Oud-leider van de Hitlerjugend en oud-vijand van Agent 327 uit de Tweede Wereldoorlog; blijkt in Dossier Leeuwenkuil Hendriks eerste tegenstander. Na de oorlog is Bauer gevangengenomen door de Russen en opgesloten in de gulagarchipel Kamp Zabivaatj. Ontsnapt 25 jaar later om grootse naziprojecten nieuw leven in te blazen. Vlucht, via Berlijn, naar Nederland waar hij in de oorlog een geheim wapen heeft verstopt. Kolonel Bauer heeft een Rembrandt laten overschilderen om te bewaren en om deze dan na de oorlog voor goed geld te verkopen. Bauer draagt onder z'n trui altijd een kogelvrij vest. Bauer strijdt later met Dritta Reich in Hotel New York.
- Negendoder: Broeder van de Zevenslaper: uit op de vernietiging van het heelal in De wet van alles.
- Paul Poendrop: Voormalig schillenboer en nu rijk handelaar in afbraakpandjes en onroerend goed. Woont aanvankelijk in het Gooi en is getrouwd met Greta (die telkens alle ruimte voor haar hobby's krijgt: puzzelen, toekomst voorspellen als Nostradama in Het oor Van Gogh). In Dossier Nachtwacht voorzitter van de 'aksiegroep anti-hondenpoep'. Vastwelgoed miljonair en constant bezig met louche zaakjes. In eerste instantie nog redelijk voorzichtig, later een steeds wreder tegenstander van Agent 327.
- Wendy Promiskuva: in De vergeten bom even corrupte als sexy Zakkestaanse officier en spionne. Hoofd van Number one: Een verbindingsdienst van Militairen en de Mafia die de ministaat Zakkestan onder controle houden. Na haar mislukte zoektocht naar het geheim van de neutrale bom verbannen naar Antwerpen De golem van Antwerpen. Haar naam is waarschijnlijk afgeleid van het begrip promiscuïteit.
- Wu Manchu: Onsterfelijke tweelingzuster van de 19e-eeuwse Chinese keizerin Tz'u-Hsi. Geboren rond 1835 en vermoedelijk meer dan 150 jaar oud. Wil de wereld veroveren, te beginnen bij Nederland in De gesel van Rotterdam en het vervolg daarop De ogen van Wu Manchu. Voortdurend gedwarsboomd door goede machten, maar ook door rivalen als de maffia, de triade en de Drie-van-de-Acht. Ze is bijgestaan door een leger van domme willoze slaven die na een ingreep enkel nog bevelen kunnen opvolgen. Wu Manchu is een parodie op Fu Manchu en is wellicht de meest serieuze figuur uit de hele reeks van Agent 327, ondanks komische handlangers die voortdurend Mao Zedong citeren en vreemde vallen. Haar dakoits komen ook niet erg humoristisch over. Wu Manchu werd eerder in de strip Johnny Goodbye geïntroduceerd, in het verhaal De dertiende verdieping. Zowel naar het eerdere optreden als de parodie op Fu Manchu wordt verwezen: "Vervloekt zijn de namen van Nayland Smith en Johnny Goodbye!" Nayland Smith was de grote tegenstander van Fu Manchu. De naam Wu kan een referentie zijn aan Wu Zetian (625-705), een gevreesde keizerin van China.
- Zamba, de grote: Ook wel bekend als de Leeuwenkoning. Wereldberoemd dierentemmer die in Dossier Leeuwenkuil voor het eerst zijn heil zoekt in de misdaad. Gebruikt z'n stoel als geheim wapen. Duikt in de De golem van Antwerpen weer op als juwelendief.

## Andere personages
- Steven Specerij: Burgemeester van Rotterdam en opvolger van André van der Auw. In De ogen van Wu Manchu geïnterviewd door 327, is een parodie op Bram Peper. De naam verwijst tevens naar de strip Steven Severijn, waarvan Martin Lodewijk de naam bedacht.
- Lord Bored-Todeath: Britse lord en zwarte magiër. Hij ontvoert Barend in Dossier Heksenkring. Vermoedelijk gebaseerd op Aleister Crowley. Zijn handlangers zijn de twee schurken Black en Decker (naar Black & Decker).
- Novembriana: Superheldin, ontstaan uit een experiment van Dr. Prof. Von Vonvonderstein in Siberië Cacoïne en commando's. Sterk en gevaarlijk. Evenbeeld van Russische stripheldin Oktobriana en van Olga Lawina. De eerste tegenstandster in 327-serie die Lawina overwint. Werkte tijdens de Koude Oorlog overal ter wereld aan het ondermijnen van het kapitalisme en het vestigen van de communistische heilstaat. Na de val van het communisme werkt ze voor de regering/maffia van haar vaderland Zakkestan.
- Viktor Baarn: Wie is Viktor Baarn? Dat is wellicht het grootste geheim van de Nederlandse Geheime dienst. De chef bewaakt angstvallig dit grote geheim. In De zwarte doos zet Agent 327 iedereen op een dwaalspoor: Viktor Baarn is de verliezer van de Personal Computer Hoofdprijs P.C. Hooft-prijs. Baarn, zijn gezicht gesluierd achter een zwarte das en hoed met een witte anjer op zijn jas, duikt eindelijk op in De vlucht van vroeger. De naam Viktor Baarn is vermoedelijk een pseudoniem van Prins Bernhard in de Lockheed-affaire. Zo draagt Viktor Baarn een bril (zoals de prins), en verspreekt Agent 327 zich in De vlucht van Vroeger: "de pr..., bloemenman".
- Welker: Britse witte magiër, die in Dossier Heksenkring IJzerbroots komst naar Engeland voorspelt.